# Megaselia depililobulus
Megaselia depililobulus is een vliegensoort uit de familie van de bochelvliegen (Phoridae). De wetenschappelijke naam van de soort is voor het eerst geldig gepubliceerd in 2011 door Disney & Durska.